# Drosera prostratoscaposa
Drosera prostratoscaposa es una especie de planta perenne tuberosa perteneciente al género de plantas carnívoras Drosera.

## Descripción
Forma una roseta de unos 8 cm de diámetro. Se considera que tiene una estrecha relación con D. macrophylla y D. bulbosa, pero difiere de estas por la presencia de múltiples flores perfumadas con olor a jazmín en sus escapos y sus hoja pecioladas.

## Distribución y hábitat
Es un endémica de Australia Occidental, en una pequeña área en el Parque nacional Río Fitzgerald a 40 kilómetros al sureste de la carretera de la costa Sur entre Albany y Esperance. Crece en suelos arenosos negros.

## Taxonomía
Fue descubierta por primera vez en 1989 por Phill Mann y luego formalmente descrito por Allen Lowrie y Sherwin Carlquist en 1990. Fue publicado en Phytologia 69: 160. 1990.
Etimología
Drosera: tanto su nombre científico –derivado del griego δρόσος (drosos): "rocío, gotas de rocío"– como el nombre vulgar –rocío del sol, que deriva del latín ros solis: "rocío del sol"– hacen referencia a las brillantes gotas de mucílago que aparecen en el extremo de cada hoja, y que recuerdan al rocío de la mañana.
prostratoscaposa: epíteto